# Kráľovský Chlmec
Kráľovský Chlmec (jusqu'en 1948 Kráľovský Chlumec, allemand : Helmenz, Helmentz, hongrois : Királyhelmecz) est une ville de la région de Košice, en Slovaquie, dans l'ancien comitat hongrois de Zemplín.

## Géographie

### Climat
La température moyenne annuelle est de 9,3 °C, la plus faible température moyenne mensuelle est en janvier (-3,1 °C), et la plus élevée en juillet (20,3 °C).
| Mois                     | jan. | fév. | mars | avril | mai  | juin | jui. | août | sep. | oct. | nov. | déc. |
| ------------------------ | ---- | ---- | ---- | ----- | ---- | ---- | ---- | ---- | ---- | ---- | ---- | ---- |
| Température moyenne (°C) | −3,1 | −1,3 | 4,1  | 10    | 15,1 | 18,1 | 20,3 | 19,7 | 15,7 | 10   | 4    | −0,6 |
| Précipitations (mm)      | 35   | 35   | 34   | 47    | 61   | 73   | 68   | 69   | 51   | 53   | 54   | 46   |

## Démographie
Répartition ethnique en (2001) :
- Hongrois 76,9 % ;
- Slovaques 18,9 % ;
- Roms 3,3 % ;
- Tchèques 0,4 %.

## Histoire
La première mention écrite du village date de 1214.
La localité fut annexée par la Hongrie après le premier arbitrage de Vienne le 2 novembre 1938. En 1938, on comptait 3 794 habitants dont 916 d'origine juives. Elle faisait partie du district de Medzibodrožie (hongrois : Bodrogközi járás). Le nom de la localité avant la Seconde Guerre mondiale était Kráľovský Chlumec/Király-Helmec. Durant la période 1938-1944, le nom hongrois Királyhelmec était d'usage. À la libération, la commune a été réintégrée dans la Tchécoslovaquie reconstituée.

## Démographie

### Évolution de la population
| Année:               | 1994. | 2004.   | 2014.   | 2024.   |
| -------------------- | ----- | ------- | ------- | ------- |
| Nombre de personnes: | 8264  | 7966    | 7621    | 7322    |
| Différence:          |       | -3,60 % | -4,33 % | -3,92 % |

| Année:               | 2023. | 2024.   |
| -------------------- | ----- | ------- |
| Nombre de personnes: | 7352  | 7322    |
| Différence:          |       | -0,40 % |

## Jumelages
La ville de est jumelée avec
- Ferencváros (Hongrie)
- Felsőzsolca (Hongrie)
- Kisvárda (Hongrie)
- Kanjiža (Serbie)
- Rakovník (Tchéquie)
- Sfântu Gheorghe (Roumanie)